# 大悲観駅
大悲観駅（だいひかんえき）は、かつて長崎県北松浦郡小佐々村黒石免にあった運輸通信省松浦線の駅である。

## 歴史
- 1931年（昭和6年）8月29日：佐世保鉄道により、大悲観停留場（だいひかんていりゅうじょう）として開業[1][2]。
- 1936年（昭和11年）10月1日：国有化と同時に駅へ昇格[3]。
- 1944年（昭和19年）4月13日：廃止[1]。

## 隣の駅
運輸通信省
松浦線
肥前黒石駅 - 大悲観駅 - 臼ノ浦駅